# Vorkuta (rijeka)
Vorkuta (rus. Воркута) je rijeka u Republici Komi, Rusija. To je desni pritok Use. Duga je 182 km, s površinom porječja od 4550 km2. Grad Vorkuta leži na njezinim obalama.